# AB De 4/4
Der De 4/4 50 der Appenzeller Bahn (AB) war ein meterspuriger, vierachsiger, elektrisch betriebener Gütertriebwagen beziehungsweise Gepäcktriebwagen, der 1966 in Betrieb genommen wurde.
Um die Ge 4/4 49 im Güterverkehr zwischen Herisau und Urnäsch abzulösen, baute die AB in ihrer Werkstätte Herisau den De 4/4 50. Den Wagenkasten in leichter Stahlbauweise lieferten die Flug- und Fahrzeugwerke Altenrhein (FFA), und die Drehgestelle stammten von den ABe 4/4 40–43. Die Fahrmotoren konnte die AB von der Frauenfeld-Wil-Bahn erwerben, wo sie bis 1953/54 bei deren BCe 2/4 im Einsatz standen. Der Anstrich war ursprünglich rot/crème, später war der Triebwagen rot lackiert.
Mit der Einstellung des Güterverkehrs hatte die AB keine Verwendung mehr für das Fahrzeug. Weil es keine historische Bedeutung hatte, wurde es 2011 abgebrochen.